# Couffé
Couffé település Franciaországban, Loire-Atlantique megyében. Lakosainak száma 2534 fő (2022. január 1.). Couffé Le Cellier, Ligné, Mésanger, Mouzeil, Oudon és Ancenis-Saint-Géréon községekkel határos.

## Népesség
A település népességének változása:
| Lakosok száma | 1318 | 1469 | 1805 | 2137 | 2393 | 2518 | 2563 | 2548 | 2541 | 2534 |
|               | 1968 | 1982 | 1990 | 2006 | 2013 | 2015 | 2017 | 2019 | 2020 | 2022 |